# Poste (architecture)
Pour les articles homonymes, voir Poste (homonymie).

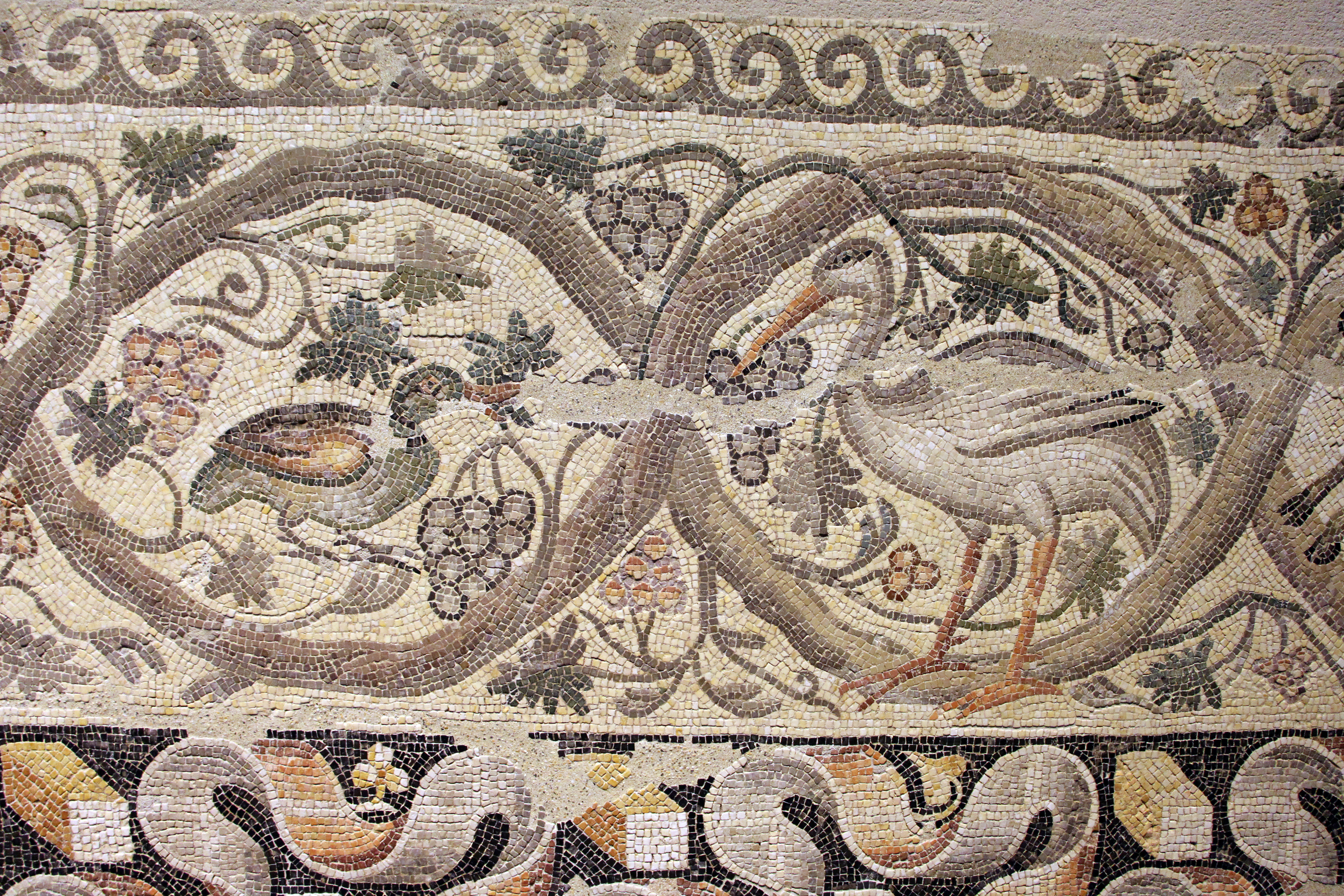
Daphné, mosaïque romaine. Poste sur le dessus.

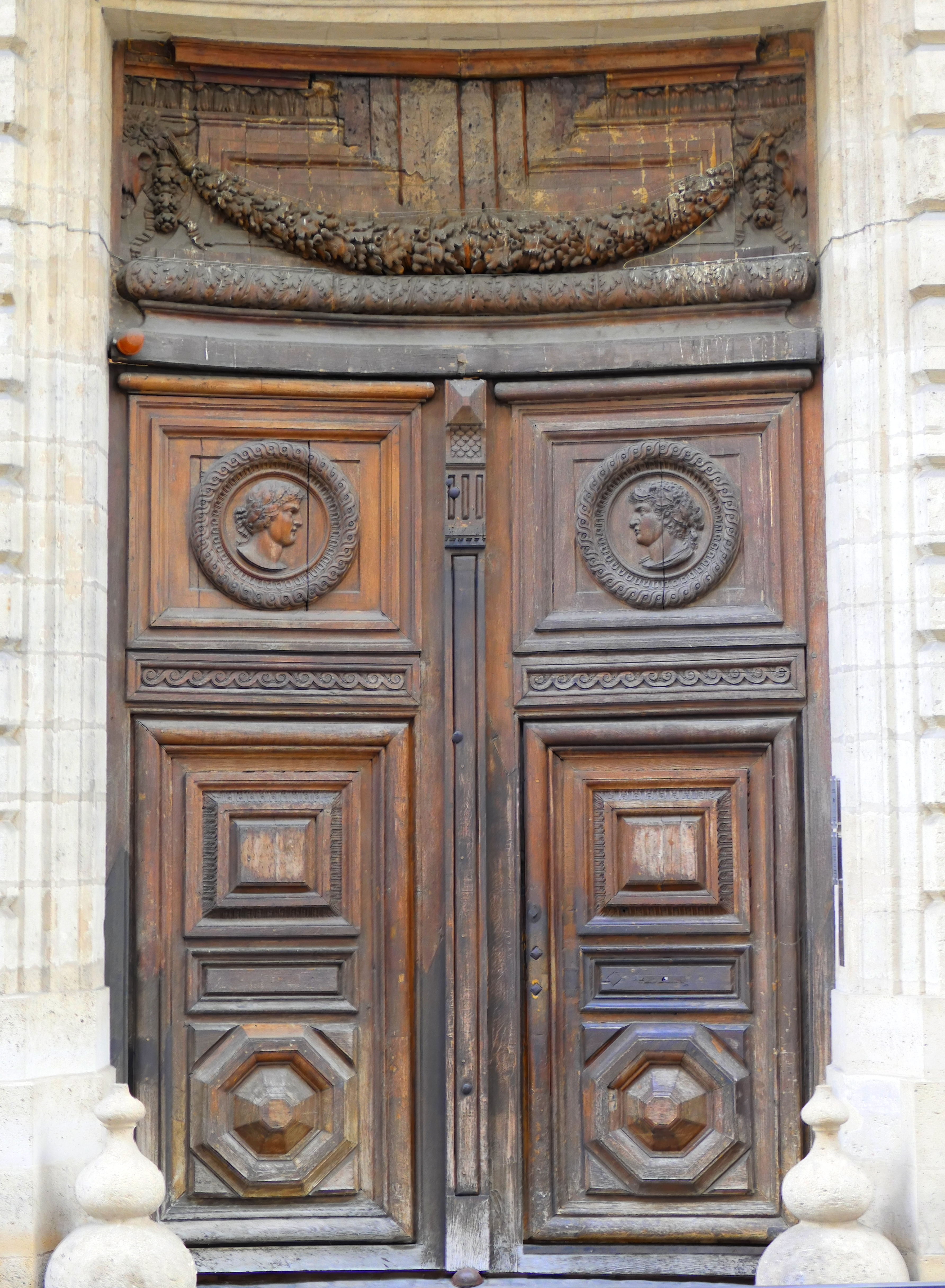
Porte de l'hôtel de Beauvais aux vantaux concaves ornés d'une frise de postes.

En architecture, le poste est un motif ornemental formé d’enroulements se reliant de façon continue.
Appelé également flots grecs ou vagues, c’est l'ornement obtenu par la répétition d’une courbe en S couchée, déterminée à l’une de ses extrémités par une volute d’où part la courbe suivante.

## Typologie
On reconnaît une dizaine de flots définis de par l’exécutions du dessins, ils sont couramment dénommés :
- flots primitifs ;
- flots simplifiés ;
- flots doublés ;
- flots rubanés ;
- flots affrontés ;
- flots opposés ;
- flots en relief ;
- flots enlacés ;
- flots ornés ;
- flots fleuronnés ;
- flots transformés, en éléments séparés.

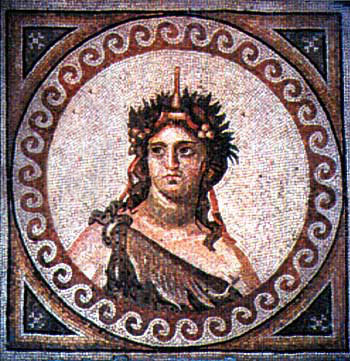
Dionysos. Poste sur le pourtour.